# Kniphofia caulescens
Кніфофія стебельчаста (Kniphofia caulescens) — вид рослин родини ксантореєві.

## Назва
Через зовнішній вигляд суцвіття англійською називається «червоний гарячий йоржик» (англ. red hot poker).

## Будова
Невеликий кущик із задерев'янілим стеблом. Багаторічна рослина до 90 см висоти з лінійними листками до 1 м із зубчатим краєм. Квіти зібрані у суцвіття, що схожу на йоржик, мають колір коралу, згодом стають жовтими. Запилюється пташками.

## Поширення та середовище існування
Зростає на гірських лугах у Південно-Східній Африці.

## Практичне використання
Широко культивується як декоративна рослина. Часто «втікає» з садків у дику природу.

## Галерея

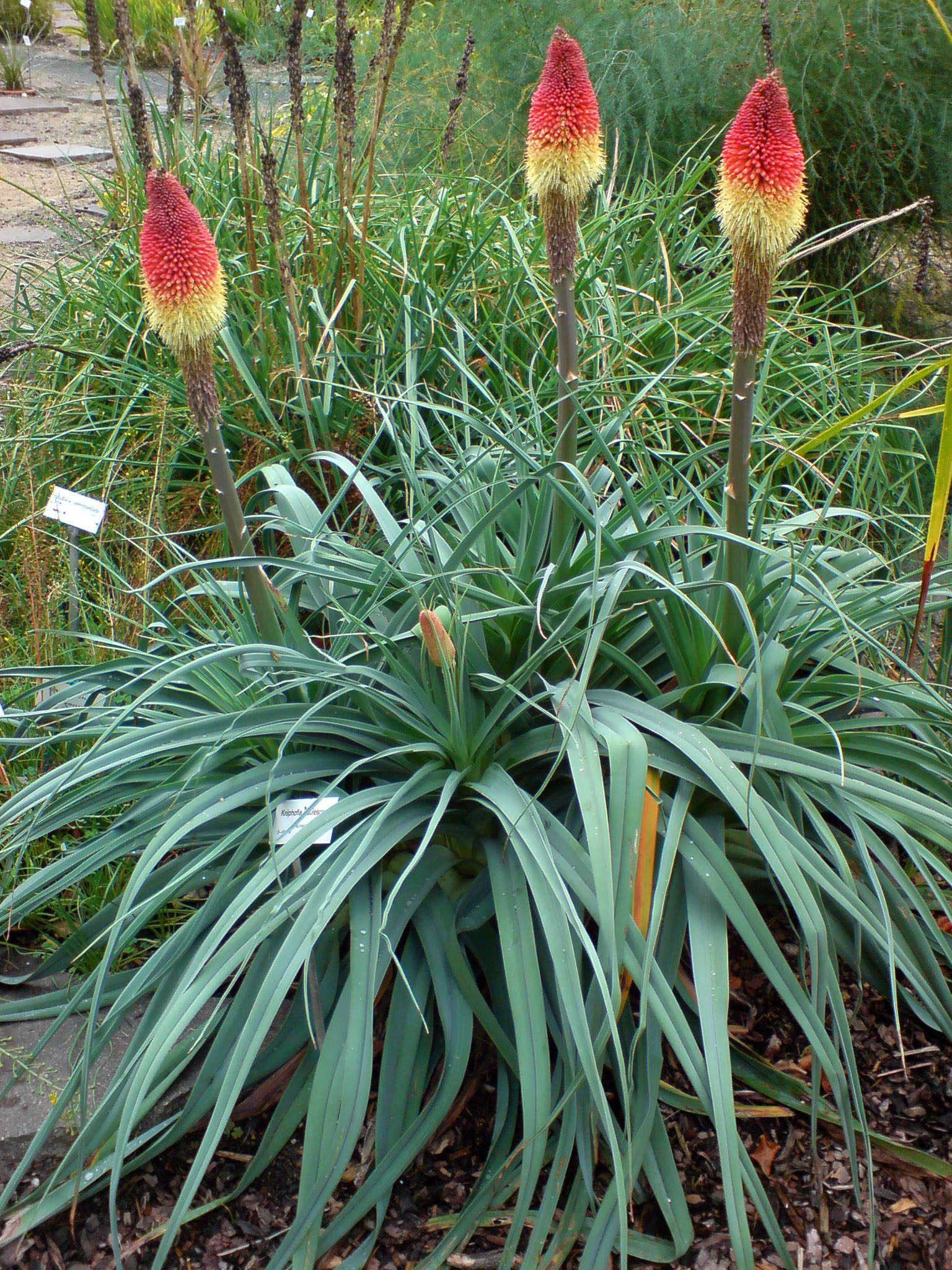
Загальний вигляд рослини
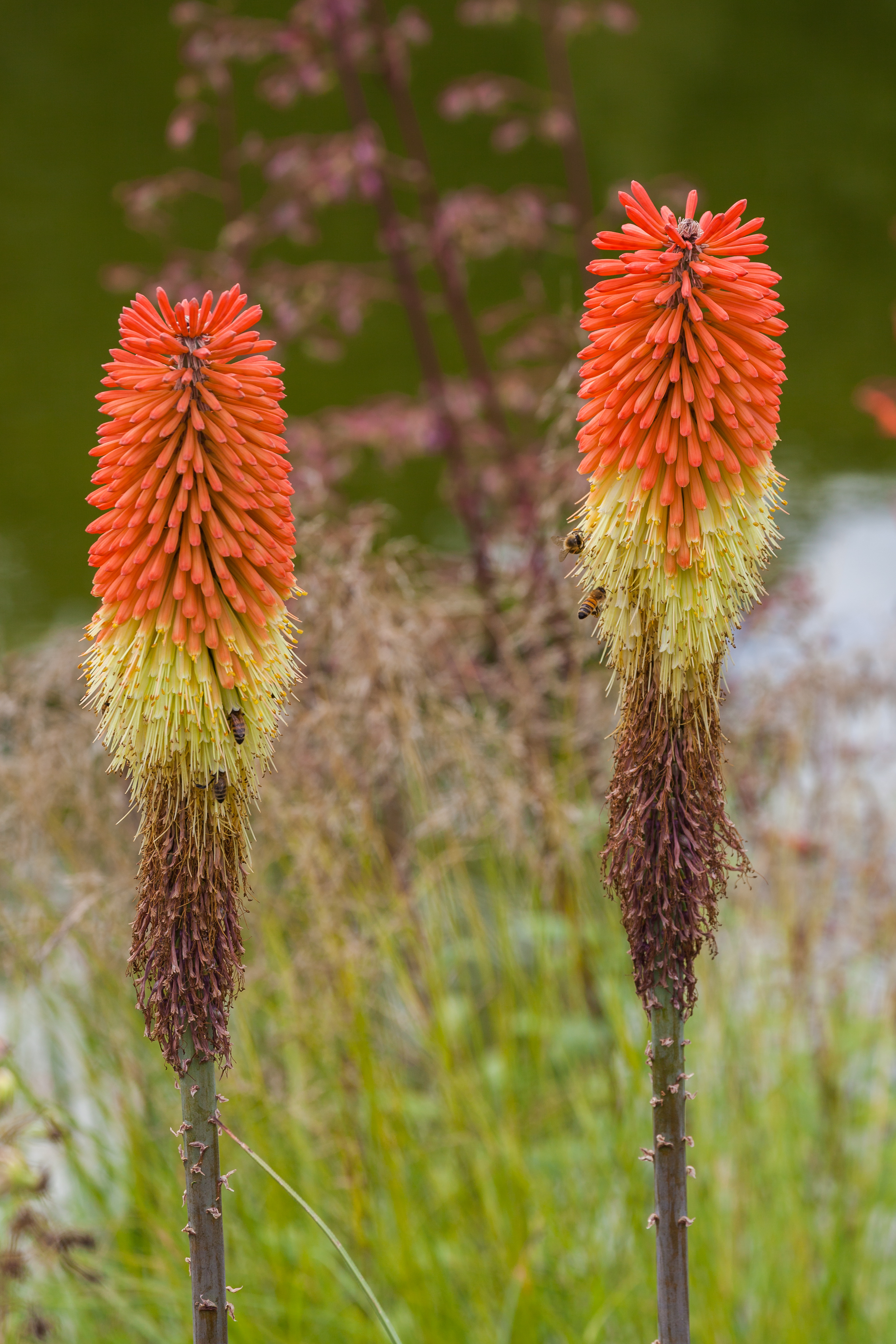
Суцвіття
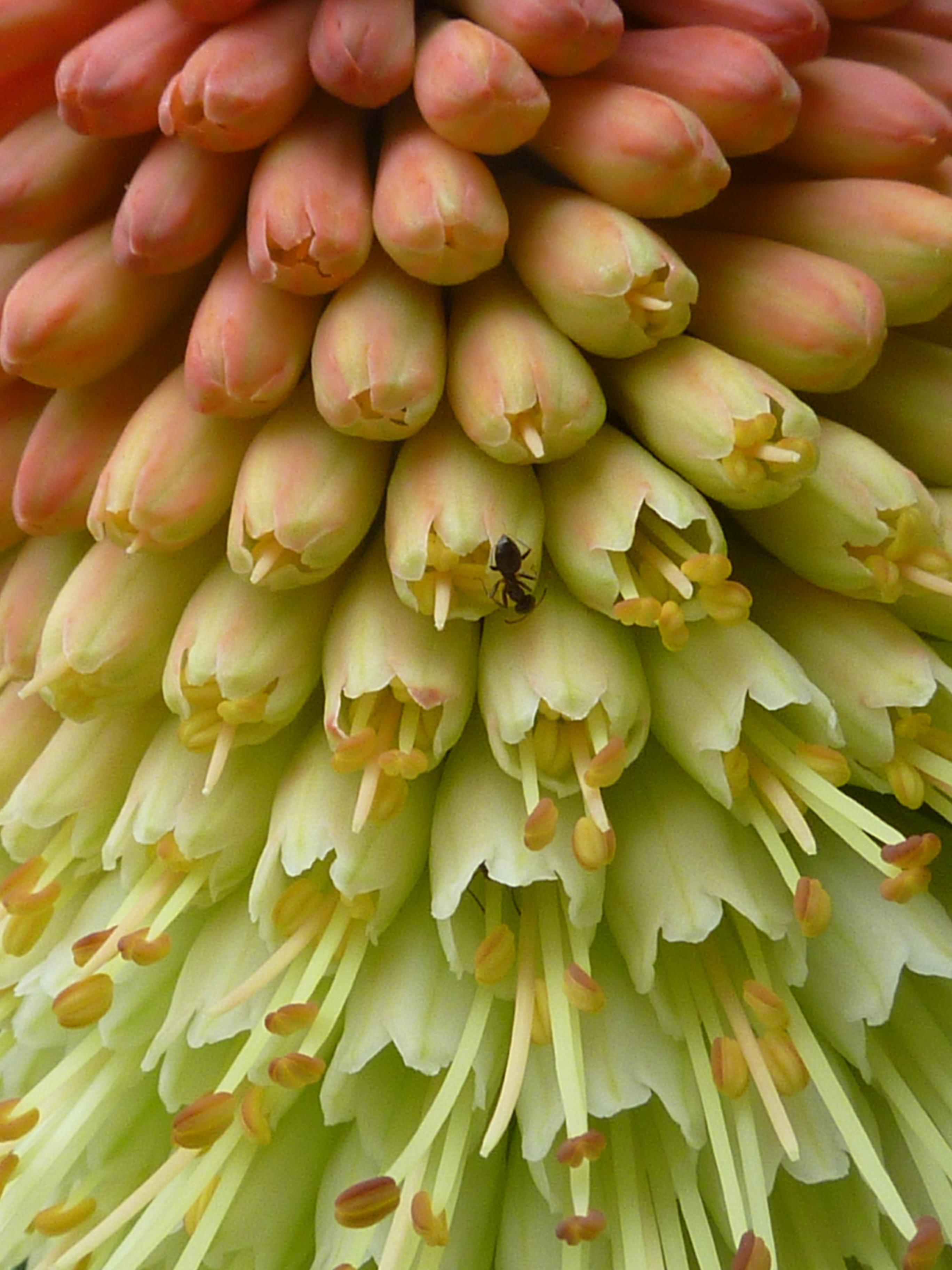
Квіти